# Рожева піраміда
Рожева (Північна) піраміда — найбільша з трьох великих пірамід, розташованих на території Дахшурського некрополя. Назва пов'язана з кольором кам'яних блоків, які набувають у променях призахідного сонця рожевого кольору. Є третьою за висотою пірамідою в Єгипті, після пірамід Хуфу та Хафри в Гізі.
Не завжди мала свій нинішній колір. Раніше її стіни були покриті білим вапняком. Але наразі він майже повністю відсутній, позаяк ще в Середні віки значна його частина була знята для будівництва будинків у Каїрі, унаслідок чого оголився рожевий вапняк.
Ця піраміда приписується Снофру, позаяк було виявлено його ім'я, написане червоною фарбою на декількох блоках облицювання.
Північна піраміда фараона Снофру в Дахшурі на момент свого будівництва в XXVI ст. до н. е. була найвищою спорудою на Землі. Також вона вважається першою в світі успішною спробою будівництва «справжньої» ревнобедреної піраміди (має правильну стереометричну пірамідальну форму), хоча кут її сторін має похибку— тільки 43° 22' порівняно з пізньої нормою в 51° 52'. Їй, крім того, притаманний надзвичайно низький нахил стін (основа 218,5 × 221,5 м при висоті 104,4 м). Об'єм піраміди складає 1 694 000 м³. Вхід через похилий прохід на північній стороні веде вниз у три суміжні камери, висотою близько 17 м, які доступні для відвідування.

## Галерея

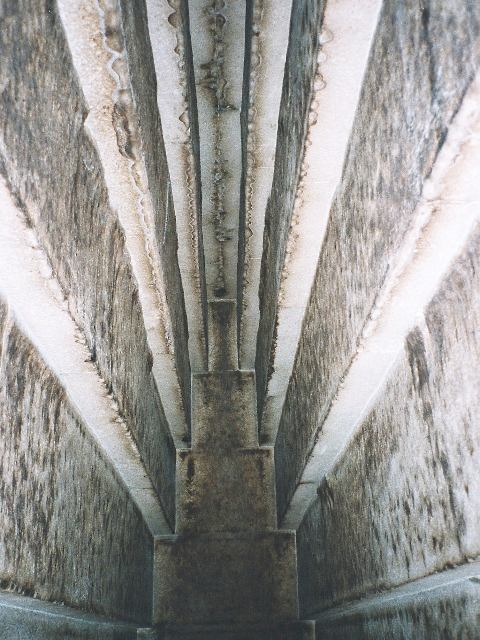
Частина виступаючих стін, що утворюють звід в головній похоронній камері
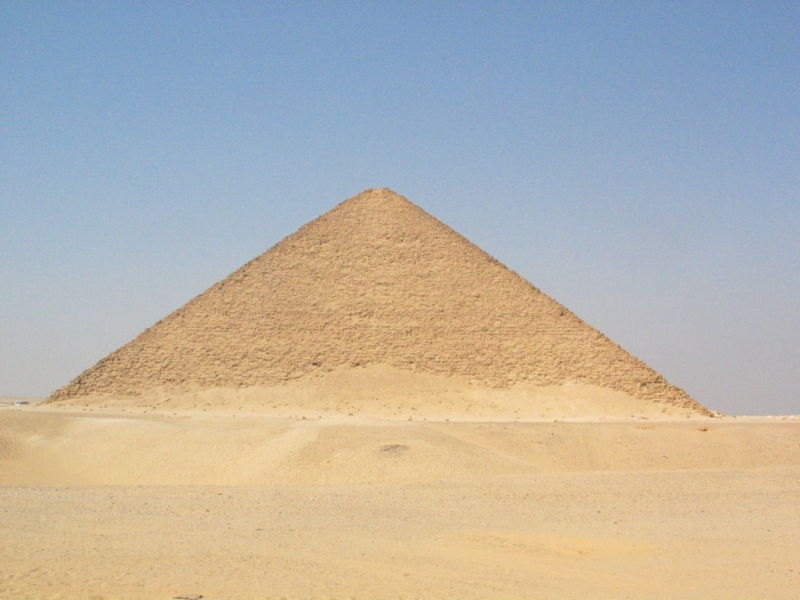
Південна сторона
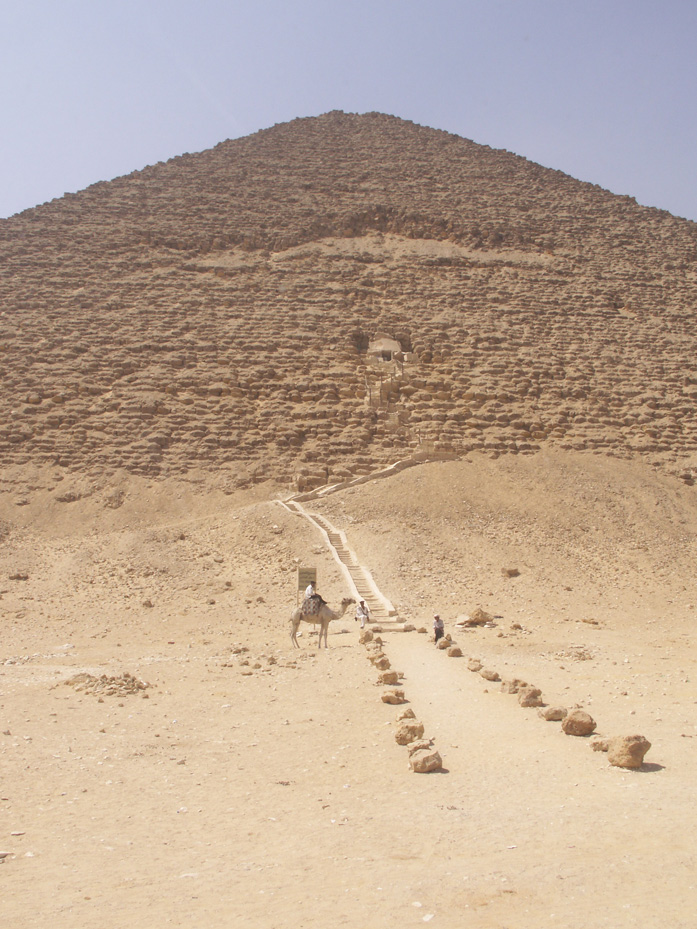
Вхід
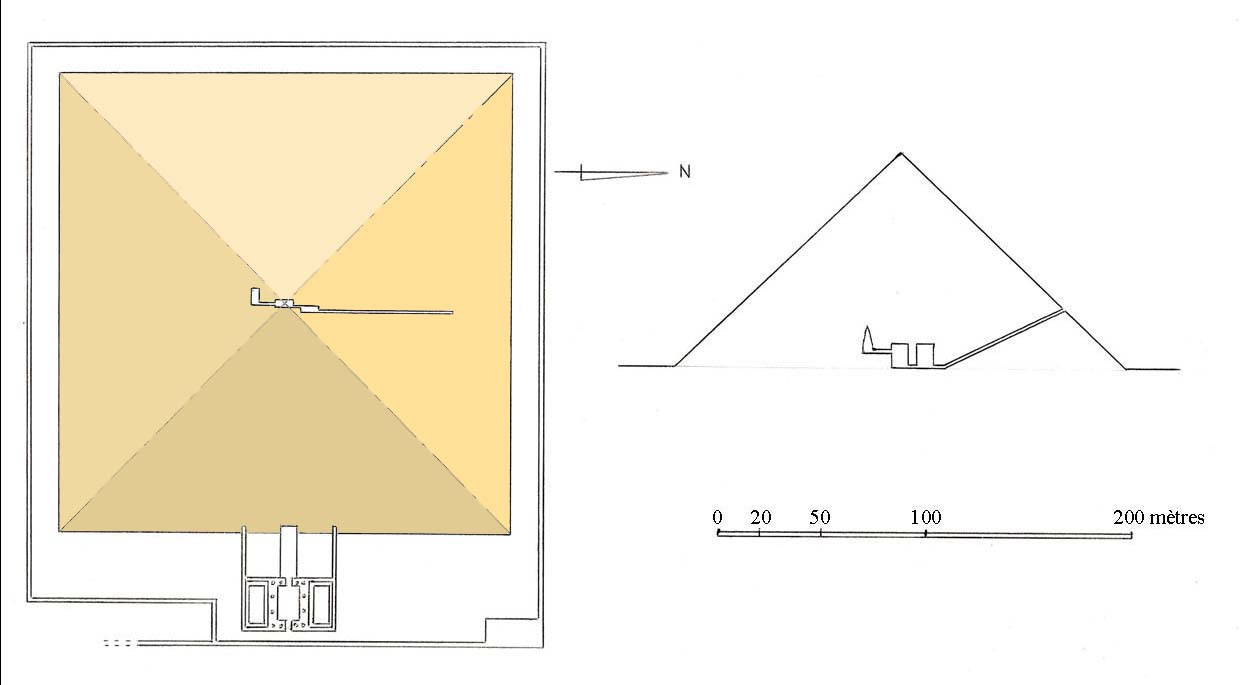
Схема
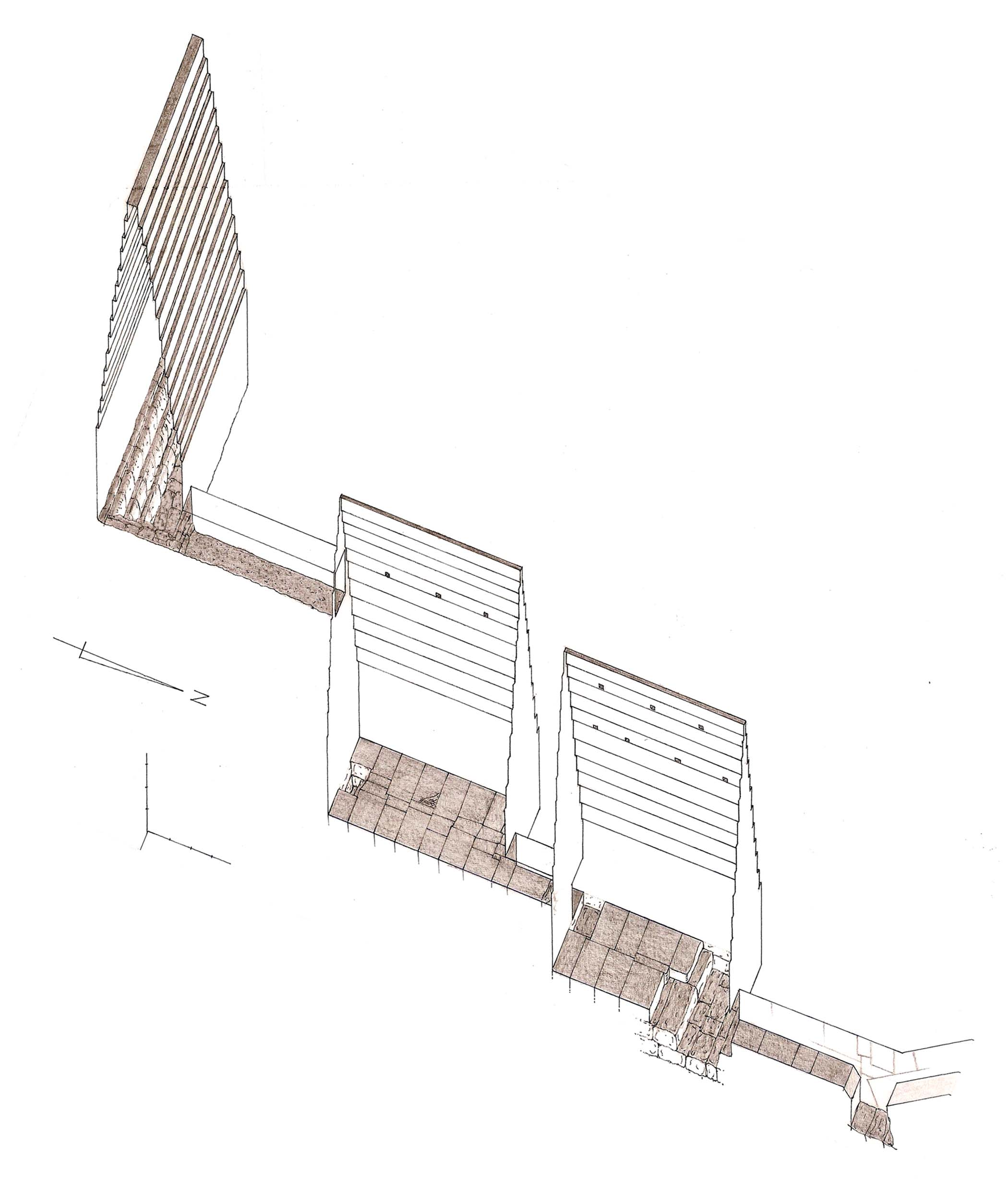
Схема внутрішніх приміщень
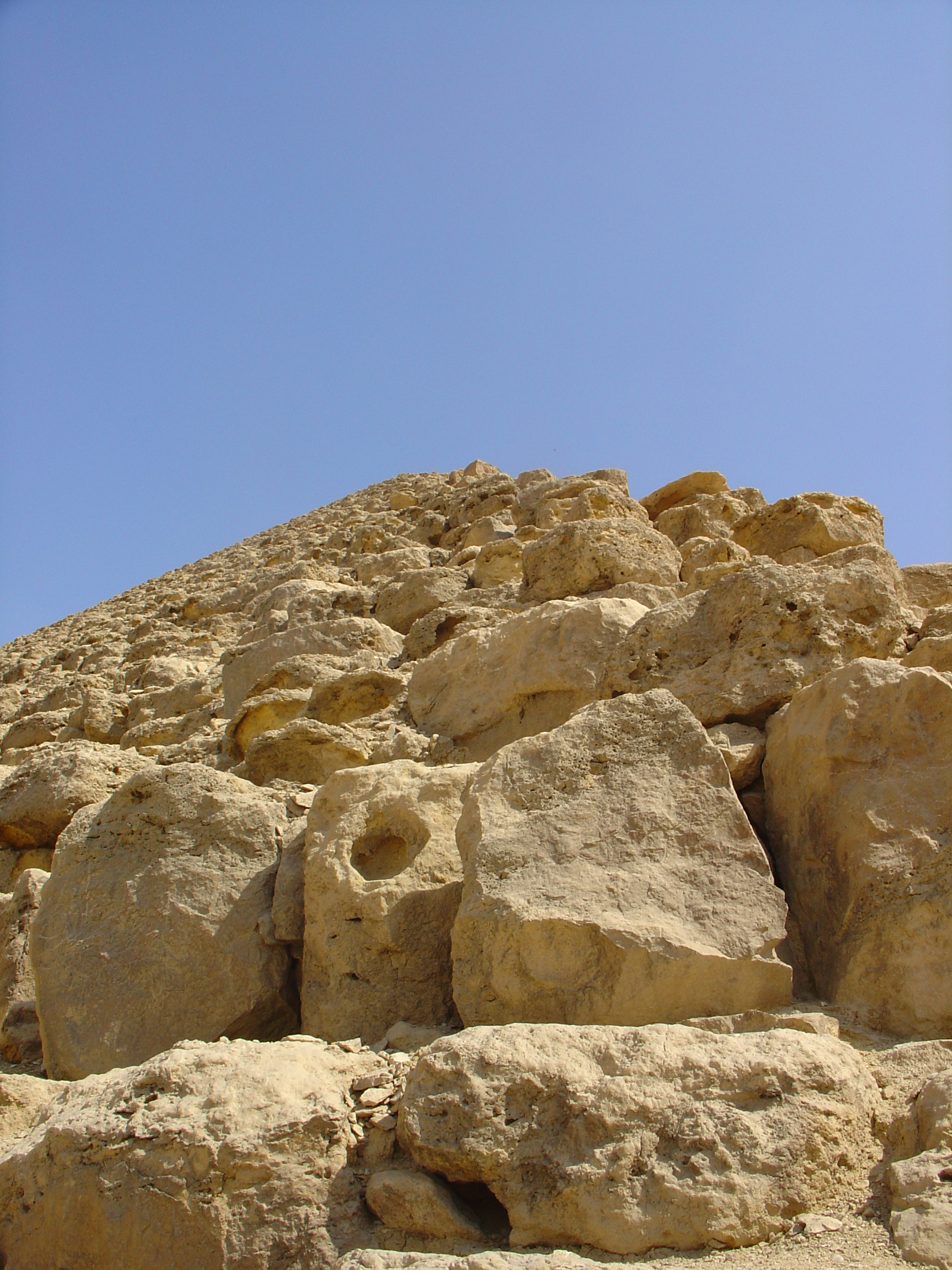
Кам'яні блоки
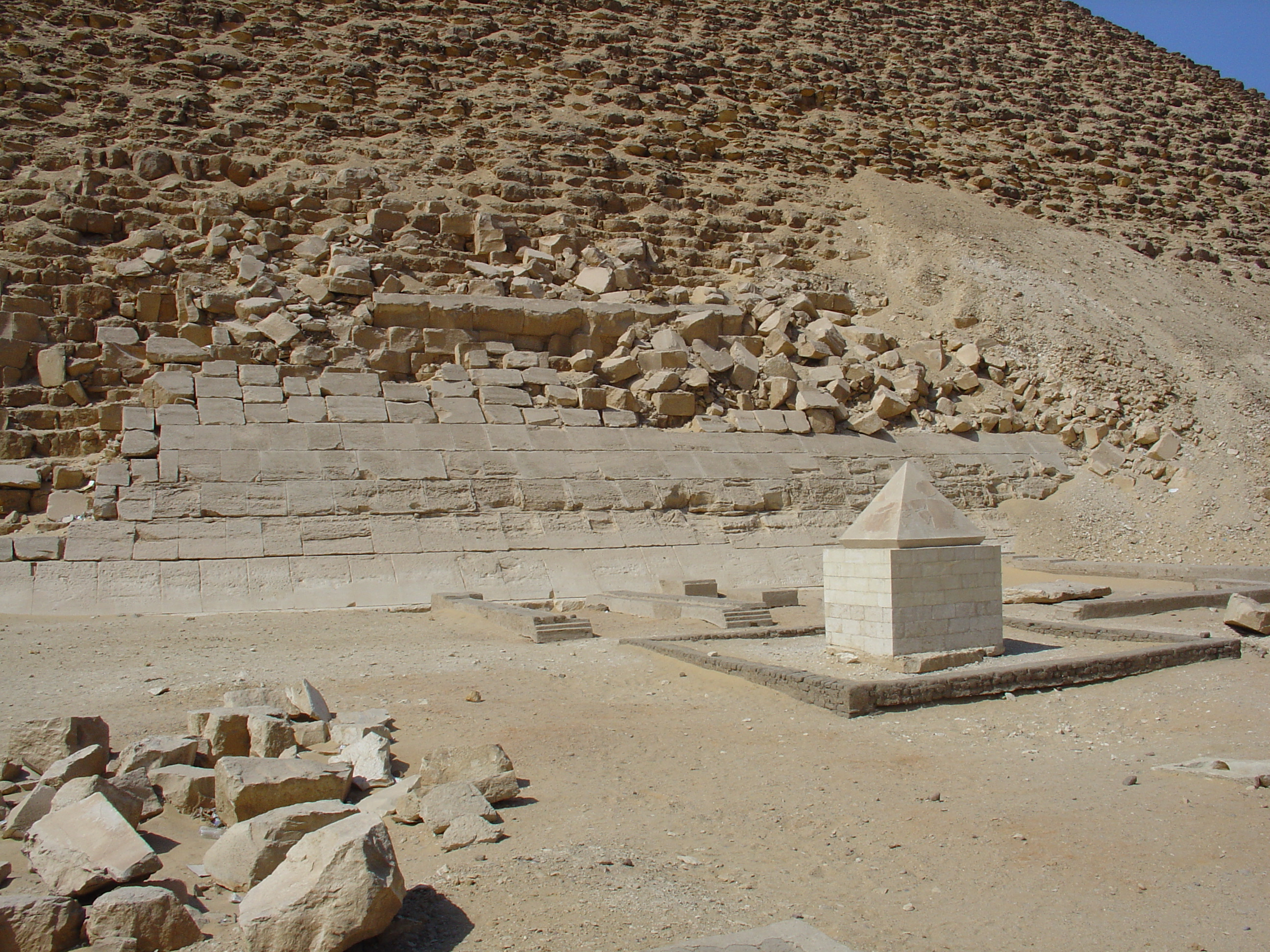
Початок реставраційних робіт
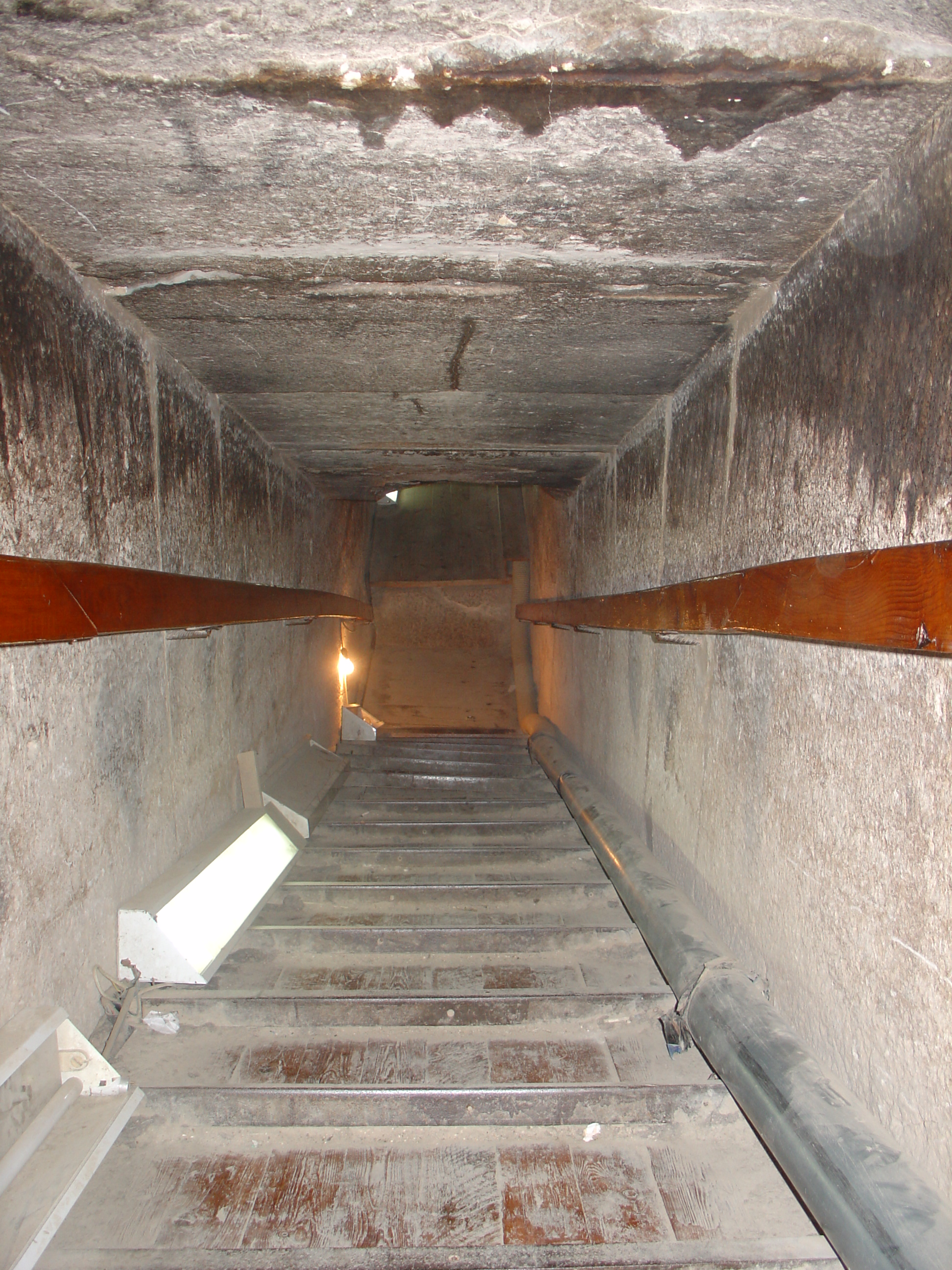
Коридор, що спускається
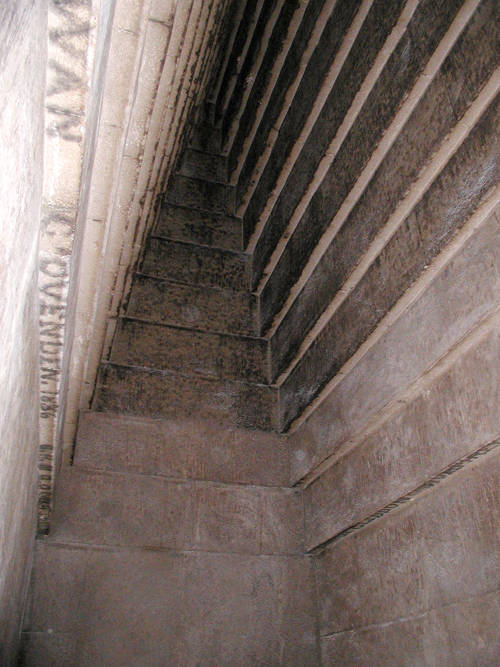
Вид стелі в камерах піраміди
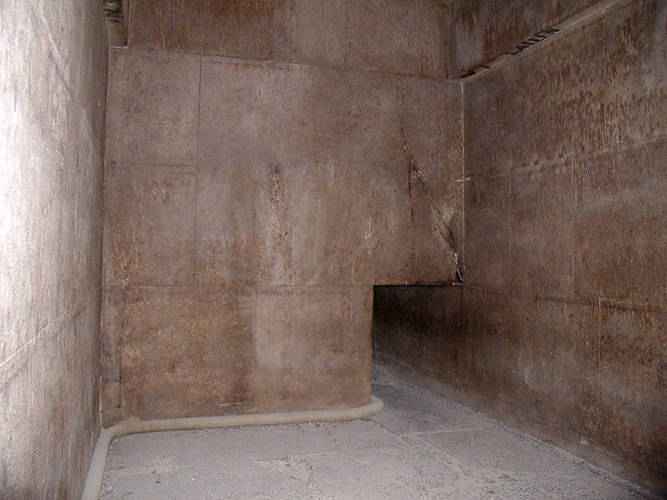
Прихований прохід від першої до другої похоронної камер
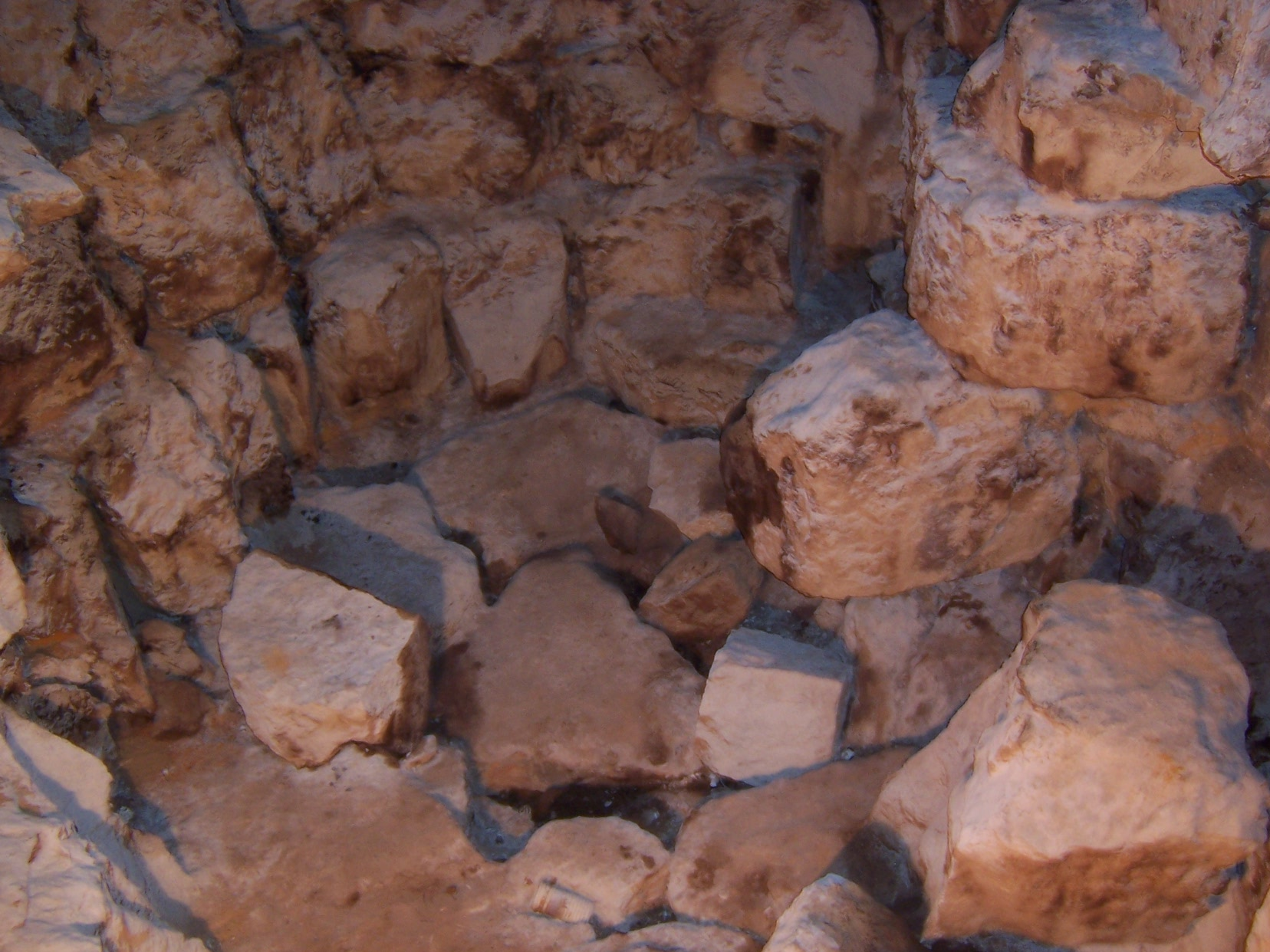
Сильне ушкодження підлоги